# Pseudeutropius
Pseudeutropius és un gènere de peixos pertanyent a la família dels esquilbèids.

## Taxonomia
- Pseudeutropius brachypopterus (Bleeker, 1858)[4]
- Pseudeutropius buchanani (Valenciennes, 1840)[5]
- Pseudeutropius mitchelli (Günther, 1864)[6]
- Pseudeutropius moolenburghae (Weber & de Beaufort, 1913)[7][8][9][10][11][12][13]